# Українська Економічна Рада
Українська економічна рада (УЕР), орган планової та координаційної роботи при Раді Народних Комісарів УРСР, для узгодження, регулювання й контролю за діяльністю галузевих наркоматів УСРР та уповноважених РРФСР (СРСР) при уряді України. Створена у 1921 р. Розглядала питання відбудови та організації народного господарства України, складала річні промислові плани, регулювала експортно-імпортні операції. На місцях існували підзвітні їй губернські економічні ради. В 1923 р. перейменована на Українську економічну нараду (УЕН) (під такою назвою працювала до 1927 р.). Ліквідована у 1936 р., відновлена 1940 р., але вже у 1941 р. остаточно скасована.